# 段班級

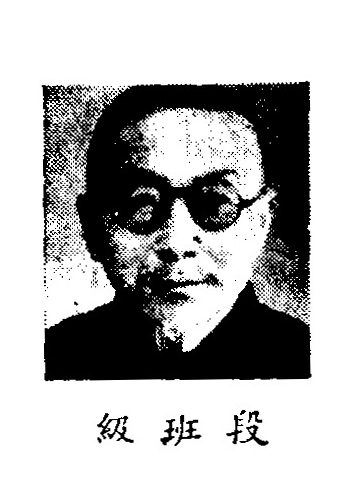

段班級（约1886年—1953年 ）字升阶，四川大邑人。中华民国政治人物。

## 生平
段班级大约生于1886年（清光绪十二年）。1923年7月，任北京政府临时参政院参政。1933年3月8日，任西康省政府委员。1938年，复任西康省政府委员兼民政厅厅长。1946年10月24日，任国民政府立法院第四届立法委员。1947年11月，当选制宪国民大会代表。1952年任四川省人民政府参事室参事。